# Leucophanes speciosum
Leucophanes speciosum là một loài rêu trong họ Calymperaceae. Loài này được Dozy & Molk. Müll. Hal. mô tả khoa học đầu tiên năm 1848.